# Józef Kuriata
Józef Kuriata (ur. 1 września 1922 w Rudni Łęczyńskiej na Wołyniu, zm. 19 lipca 1998 w Gdańsku) – żołnierz Armii Czerwonej i LWP, partyzant radziecki, major UB i SB.

## Życiorys

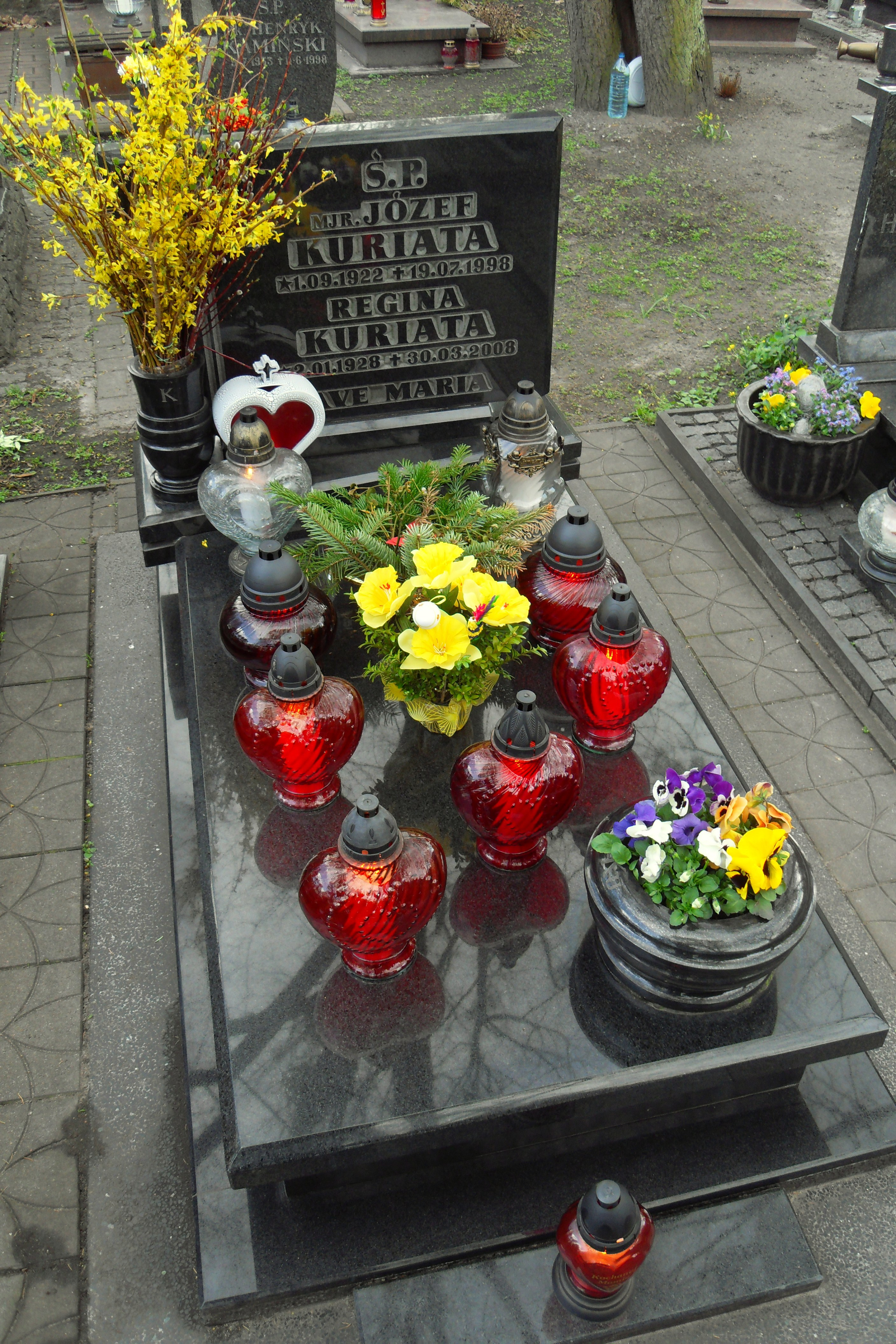
Grób na gdańskim Cmentarzu Garnizonowym

Przed wojną skończył szkołę powszechną, a w 1958 Liceum Ogólnokształcące dla Pracujących w Elblągu. Podczas II wojny światowej był żołnierzem Armii Czerwonej, następnie walczył w sowieckich oddziałach partyzanckich, po czym wstąpił do ludowego WP w ZSRR. Na początku 1945, jako starszy sierżant został zastępcą dowódcy grupy wywiadowczo-rozpoznawczej „Wisła”, po czym 15 kwietnia 1945 został przyjęty do służby w UB. Odbył kurs Centrum Wyszkolenia MBP w Łodzi. W latach 1945–1949 pracował w centrali MBP w Warszawie, następnie został przeniesiony do Gdańska jako starszy referent WUBP. 1 września 1950 został szefem PUBP w Wejherowie. 15 września 1951 – 21 lipca 1952 słuchacz Rocznej Szkoły Oficerskiej CW MBP w Legionowie. Od 1 września 1952 szef PUBP w Elblągu. 1 lutego 1959 został zastępcą komendanta ds. SB Komendy Powiatowej MO w Gdańsku, następnie przeniesiony na analogiczne stanowisko do Pruszcza Gdańskiego. Zwolniony w 1967.
Był odznaczony Medalem „Partyzantowi Wojny Ojczyźnianej” II klasy, Srebrnym Medalem Zasłużonym na Polu Chwały, Medalem „Za zwycięstwo nad Niemcami w Wielkiej Wojnie Ojczyźnianej 1941–1945”, Krzyżem Walecznych, Krzyżem Partyzanckim, Orderem Czerwonej Gwiazdy, Medalem Zwycięstwa i Wolności 1945, Medalem „Za Warszawę 1939-1945", Złotym Krzyżem Zasługi, Medalem 10-lecia Polski Ludowej i Krzyżem Kawalerskim Orderu Odrodzenia Polski (1965).
Pochowany na Cmentarzu Garnizonowym w Gdańsku.